# Championnat des Amériques masculin de basket-ball des moins de 18 ans 2024
Navigation
Mexique 2022 2026
Le championnat des Amériques masculin de basket-ball des moins de 18 ans 2024 se déroule à Buenos Aires en Argentine du 3 au 9 juin 2024. Il s'agit de la treizième édition de la compétition, instaurée en 1990.

## Équipes participantes

### Qualifications
8 équipes, issues des différentes zones de qualification du Championnat des Amériques U18, sont qualifiées pour cette compétition.
| Mode de qualification                                                                  | Places | Nations qualifiées                       |
| -------------------------------------------------------------------------------------- | ------ | ---------------------------------------- |
| Hôte du championnat des Amériques U18 2024                                             | 1      | Argentine                                |
| Qualifications Championnat des Amériques U18 2024 (Zone Amérique du Nord)              | 2      | Canada États-Unis                        |
| Qualifications Championnat des Amériques U18 2024 (Zone Amérique centrale et Caraïbes) | 3      | Belize Porto Rico République dominicaine |
| Qualifications Championnat des Amériques U18 2024 (Zone Amérique du Sud)               | 2      | Brésil Venezuela                         |

## Rencontres

### Premier tour

#### Groupe A
| Rang | Équipe                 | Pts | J | G | P | Pp  | Pc  | Diff |  | Résultats (dom.\ext.)  |   |       |       |       |
| ---- | ---------------------- | --- | - | - | - | --- | --- | ---- |  | ---------------------- | - | ----- | ----- | ----- |
| 1    | République dominicaine | 6   | 3 | 3 | 0 | 241 | 192 | 49   |  | République dominicaine |   | 79-77 | 99-63 | 63-52 |
| 2    | Canada                 | 5   | 3 | 2 | 1 | 259 | 186 | 73   |  | Canada                 | - |       | 89-53 | 93-54 |
| 3    | Venezuela              | 4   | 3 | 1 | 2 | 196 | 257 | -61  |  | Venezuela              | - | -     |       | 80-69 |
| 4    | Porto Rico             | 3   | 3 | 0 | 3 | 175 | 236 | -61  |  | Porto Rico             | - | -     | -     |       |

#### Groupe B
| Rang | Équipe     | Pts | J | G | P | Pp  | Pc  | Diff |  | Résultats (dom.\ext.) |   |       |       |         |
| ---- | ---------- | --- | - | - | - | --- | --- | ---- |  | --------------------- | - | ----- | ----- | ------- |
| 1    | États-Unis | 6   | 3 | 3 | 0 | 326 | 177 | 149  |  | États-Unis            |   | 88-66 | 88-57 | 150-54  |
| 2    | Argentine  | 4   | 3 | 1 | 2 | 241 | 235 | 6    |  | Argentine             | - |       | 66-74 | 109-73  |
| 3    | Brésil     | 4   | 3 | 1 | 2 | 233 | 260 | -27  |  | Brésil                | - | -     |       | 102-106 |
| 4    | Belize     | 4   | 3 | 1 | 2 | 233 | 361 | -128 |  | Belize                | - | -     | -     |         |

### Tableau final
|  | Quarts de finale | Quarts de finale       | Quarts de finale | Quarts de finale |                        |                        | Demi-finales | Demi-finales | Demi-finales                  | Demi-finales                  |                               |                               | Finale      | Finale      | Finale      | Finale      |
|  |                  |                        |                  |                  |                        |                        |              |              |                               |                               |                               |                               |             |             |             |             |
|  | 7 juin 2024      | 7 juin 2024            | 7 juin 2024      | 7 juin 2024      |                        |                        | 8 juin 2024  | 8 juin 2024  | 8 juin 2024                   | 8 juin 2024                   |                               |                               | 9 juin 2024 | 9 juin 2024 | 9 juin 2024 | 9 juin 2024 |
|  | 7 juin 2024      | 7 juin 2024            | 7 juin 2024      | 7 juin 2024      |                        |                        | 8 juin 2024  | 8 juin 2024  | 8 juin 2024                   | 8 juin 2024                   |                               |                               | 9 juin 2024 | 9 juin 2024 | 9 juin 2024 | 9 juin 2024 |
|  | A1               | République dominicaine | 79               | 79               |                        |                        | 8 juin 2024  | 8 juin 2024  | 8 juin 2024                   | 8 juin 2024                   |                               |                               | 9 juin 2024 | 9 juin 2024 | 9 juin 2024 | 9 juin 2024 |
|  | A1               | République dominicaine | 79               | 79               |                        |                        | 8 juin 2024  | 8 juin 2024  | 8 juin 2024                   | 8 juin 2024                   |                               |                               | 9 juin 2024 | 9 juin 2024 | 9 juin 2024 | 9 juin 2024 |
|  | B4               | Belize                 | 69               | 69               |                        |                        | 8 juin 2024  | 8 juin 2024  | 8 juin 2024                   | 8 juin 2024                   |                               |                               | 9 juin 2024 | 9 juin 2024 | 9 juin 2024 | 9 juin 2024 |
|  | B4               | Belize                 | 69               | 69               | République dominicaine | République dominicaine | 66           | 66           |                               |                               |                               |                               | 9 juin 2024 | 9 juin 2024 | 9 juin 2024 | 9 juin 2024 |
|  | 7 juin 2024      |                        |                  |                  | République dominicaine | République dominicaine | 66           | 66           |                               |                               |                               |                               | 9 juin 2024 | 9 juin 2024 | 9 juin 2024 | 9 juin 2024 |
|  |                  |                        | Argentine        | Argentine        | 75                     | 75                     |              |              |                               |                               |                               |                               | 9 juin 2024 | 9 juin 2024 | 9 juin 2024 | 9 juin 2024 |
|  | B2               | Argentine              | Argentine        | Argentine        | 75                     | 75                     | 79           | 79           |                               |                               |                               |                               | 9 juin 2024 | 9 juin 2024 | 9 juin 2024 | 9 juin 2024 |
|  | B2               | Argentine              | 8 juin 2024      |                  |                        |                        | 79           | 79           |                               |                               |                               |                               | 9 juin 2024 | 9 juin 2024 | 9 juin 2024 | 9 juin 2024 |
|  | A3               | Venezuela              | 75               | 75               |                        |                        |              |              |                               |                               |                               |                               | 9 juin 2024 | 9 juin 2024 | 9 juin 2024 | 9 juin 2024 |
|  | A3               | Venezuela              | 75               | 75               | Argentine              | Argentine              | 70           | 70           |                               |                               |                               |                               |             |             |             |             |
|  | 7 juin 2024      |                        |                  |                  | Argentine              | Argentine              | 70           | 70           |                               |                               |                               |                               |             |             |             |             |
|  |                  |                        | États-Unis       | États-Unis       | 110                    | 110                    |              |              |                               |                               |                               |                               |             |             |             |             |
|  | A2               | Canada                 | États-Unis       | États-Unis       | 110                    | 110                    | 72           | 72           |                               |                               |                               |                               |             |             |             |             |
|  | A2               | Canada                 |                  |                  |                        |                        |              |              |                               |                               |                               |                               |             |             |             |             |
|  | B3               | Brésil                 | 68               | 68               |                        |                        |              |              |                               |                               |                               |                               |             |             |             |             |
|  | B3               | Brésil                 | 68               | 68               | Canada                 | Canada                 | 69           | 69           | Match pour la troisième place | Match pour la troisième place | Match pour la troisième place | Match pour la troisième place |             |             |             |             |
|  | 7 juin 2024      |                        |                  |                  | Canada                 | Canada                 | 69           | 69           | Match pour la troisième place | Match pour la troisième place | Match pour la troisième place | Match pour la troisième place |             |             |             |             |
|  |                  |                        | États-Unis       | États-Unis       | 107                    | 107                    |              |              | 9 juin 2024                   | 9 juin 2024                   | 9 juin 2024                   | 9 juin 2024                   |             |             |             |             |
|  | B1               | États-Unis             | États-Unis       | États-Unis       | 107                    | 107                    | 98           | 98           | 9 juin 2024                   | 9 juin 2024                   | 9 juin 2024                   | 9 juin 2024                   |             |             |             |             |
|  | B1               | États-Unis             |                  |                  |                        |                        |              | 98           |                               |                               | République dominicaine        | République dominicaine        | 67          | 67          |             |             |
|  | A4               | Porto Rico             | 66               | 66               |                        |                        |              |              |                               |                               | République dominicaine        | République dominicaine        | 67          | 67          |             |             |
|  | A4               | Porto Rico             | 66               | 66               | Argentine              | Argentine              | 89           | 89           |                               |                               |                               |                               |             |             |             |             |
|  |                  |                        |                  |                  |                        |                        |              |              |                               |                               |                               |                               |             |             |             |             |

### Matches de classement

#### Matches pour la5eplace
|  | Tour de classement 5e - 8e | Tour de classement 5e - 8e | Tour de classement 5e - 8e | Tour de classement 5e - 8e |                        |           | Match pour la 5e place | Match pour la 5e place | Match pour la 5e place | Match pour la 5e place |
|  |                            |                            |                            |                            |                        |           |                        |                        |                        |                        |
|  | 8 juin 2024                | 8 juin 2024                | 8 juin 2024                | 8 juin 2024                |                        |           | 9 juin 2024            | 9 juin 2024            | 9 juin 2024            | 9 juin 2024            |
|  | Belize                     | Belize                     | 80                         | 80                         |                        |           | 9 juin 2024            | 9 juin 2024            | 9 juin 2024            | 9 juin 2024            |
|  | Belize                     | Belize                     | 80                         | 80                         |                        |           | 9 juin 2024            | 9 juin 2024            | 9 juin 2024            | 9 juin 2024            |
|  | Venezuela                  | Venezuela                  | 87                         | 87                         |                        |           | 9 juin 2024            | 9 juin 2024            | 9 juin 2024            | 9 juin 2024            |
|  | Venezuela                  | Venezuela                  | 87                         | 87                         | Venezuela              | Venezuela | 64                     | 64                     |                        |                        |
|  | 8 juin 2024                |                            |                            |                            | Venezuela              | Venezuela | 64                     | 64                     |                        |                        |
|  |                            |                            | Brésil                     | Brésil                     | 66                     | 66        |                        |                        |                        |                        |
|  | Brésil                     | Brésil                     | Brésil                     | Brésil                     | 66                     | 66        | 71                     | 71                     |                        |                        |
|  | Brésil                     | Brésil                     |                            |                            |                        |           |                        | 71                     |                        |                        |
|  | Porto Rico                 | Porto Rico                 | 57                         | 57                         |                        |           |                        |                        |                        |                        |
|  | Porto Rico                 | Porto Rico                 | 57                         | 57                         | Match pour la 7e place |           |                        |                        |                        |                        |
|  |                            |                            |                            |                            |                        |           |                        |                        |                        |                        |
|  | 9 juin 2024                |                            |                            |                            |                        |           |                        |                        |                        |                        |
|  | Belize                     | Belize                     | 51                         | 51                         |                        |           |                        |                        |                        |                        |
|  | Belize                     | Belize                     | 51                         | 51                         |                        |           |                        |                        |                        |                        |
|  | Porto Rico                 | Porto Rico                 | 79                         | 79                         |                        |           |                        |                        |                        |                        |
|  | Porto Rico                 | Porto Rico                 | 79                         | 79                         |                        |           |                        |                        |                        |                        |

## Classement final
| Place                        | Équipe                 | Vict.-Déf. |
| ---------------------------- | ---------------------- | ---------- |
| Médaille d'or, Amérique      | États-Unis             | 6 - 0      |
| Médaille d'argent, Amérique  | Argentine              | 3 - 3      |
| Médaille de bronze, Amérique | Canada                 | 4 - 2      |
| 4                            | République dominicaine | 4 - 2      |
| 5                            | Brésil                 | 3 - 3      |
| 6                            | Venezuela              | 2 - 4      |
| 7                            | Porto Rico             | 1 - 5      |
| 8                            | Belize                 | 1 - 5      |

- Qualification pour la Coupe du Monde U19 2025

## Leaders statistiques

### Points
| Place | Nom               | Équipe                 | PPM  |
| ----- | ----------------- | ---------------------- | ---- |
| 1     | Tyler Kropp       | Argentine              | 22,0 |
| 2     | Josiah Moseley    | Belize                 | 20,2 |
| 3     | Jeiminson Márquez | Venezuela              | 18,3 |
| 4     | Darius Acuff Jr.  | États-Unis             | 17,8 |
| 5     | Danny Carbuccia   | République dominicaine | 14,8 |

### Rebonds
| Place | Nom               | Équipe                 | RPM  |
| ----- | ----------------- | ---------------------- | ---- |
| 1     | Tyler Kropp       | Argentine              | 11,3 |
| 2     | Douglas Langford  | Belize                 | 10,3 |
| 3     | Alejandro Avilés  | Porto Rico             | 9,7  |
| 4     | Morez Johnson Jr. | États-Unis             | 9,0  |
| 5     | Lucas Morillo     | République dominicaine | 8,8  |

### Passes décisives
| Place | Nom              | Équipe                 | PDPM |
| ----- | ---------------- | ---------------------- | ---- |
| 1     | Danny Carbuccia  | République dominicaine | 6,0  |
| 2     | Mikel Brown Jr.  | États-Unis             | 5,2  |
| 3     | Justus Haseley   | Canada                 | 4,8  |
| 3     | Matheus Monteiro | Brésil                 | 4,8  |
| 5     | Thiago Sucatzky  | Argentine              | 4,5  |

### Contres
| Place | Nom               | Équipe     | CPM |
| ----- | ----------------- | ---------- | --- |
| 1     | Daniel Jacobsen   | États-Unis | 3,2 |
| 2     | Josiah Moseley    | Belize     | 2,5 |
| 3     | Jeiminson Márquez | Venezuela  | 2,0 |
| 3     | Mathias Vázquez   | Brésil     | 2,0 |
| 5     | Matthew Dann      | Canada     | 1,5 |

### Interceptions
| Place | Nom                    | Équipe                 | IPM |
| ----- | ---------------------- | ---------------------- | --- |
| 1     | Danny Carbuccia        | République dominicaine | 3,2 |
| 2     | Jeremiah Fears         | États-Unis             | 3,0 |
| 3     | Felipe Minzer          | Argentine              | 2,7 |
| 4     | Fernando De Los Santos | République dominicaine | 2,3 |
| 5     | Morez Johnson Jr.      | États-Unis             | 2,0 |

### Évaluation
| Place | Nom               | Équipe     | EPM  |
| ----- | ----------------- | ---------- | ---- |
| 1     | Tyler Kropp       | Argentine  | 22,3 |
| 2     | Josiah Moseley    | Belize     | 20,7 |
| 3     | Jeiminson Márquez | Venezuela  | 18,8 |
| 4     | Daniel Jacobsen   | États-Unis | 17,0 |
| 4     | Felipe Minzer     | Argentine  | 17,0 |

## Récompenses
MVP de la compétition (meilleur joueur) Darius Acuff Jr.
Meilleur cinq de la compétition
- Danny Carbuccia
- Darius Acuff Jr.
- Mikel Brown Jr.
- Tristan Beckford
- Tyler Kropp